# Bombardier Q Series
O De Havilland Canada DHC-8, comumente conhecido como Dash 8, é uma série de aeronaves regionais turboélice introduzida pela de Havilland Canada (DHC) em 1984. A DHC foi posteriormente adquirida pela Boeing em 1988, depois pela Bombardier em 1992, e finalmente pela Longview Aviation Capital em 2019, ressuscitando a marca De Havilland Canada.
Equipado com dois motores Pratt & Whitney Canada PW150, o Dash 8 foi desenvolvido a partir do Dash 7, apresentando melhor desempenho em cruzeiro e custos operacionais mais baixos, embora tenha perdido a capacidade de decolagem e pouso curtos (STOL). Três tamanhos foram oferecidos: inicialmente o modelo -100 com 37-40 assentos, até 2005, e o mais potente -200 a partir de 1995, o modelo alongado -300 com 50-56 assentos a partir de 1989, ambos até 2009, e o modelo -400 com 68-90 assentos a partir de 1999, ainda em produção. As variantes pós-1997, conhecidas como a série Q, são equipadas com sistemas de controle ativo de ruído.

## Q300 e Q400

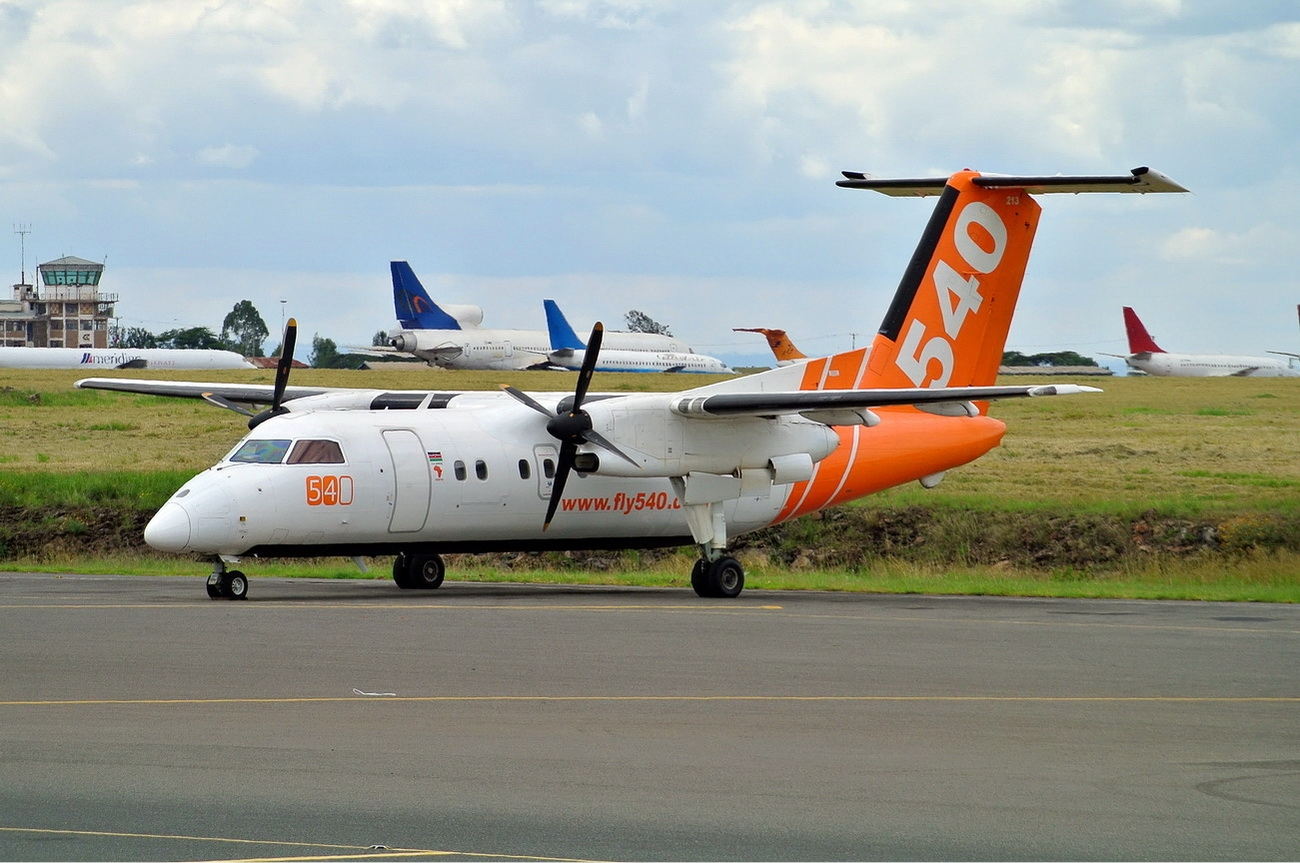
Q100

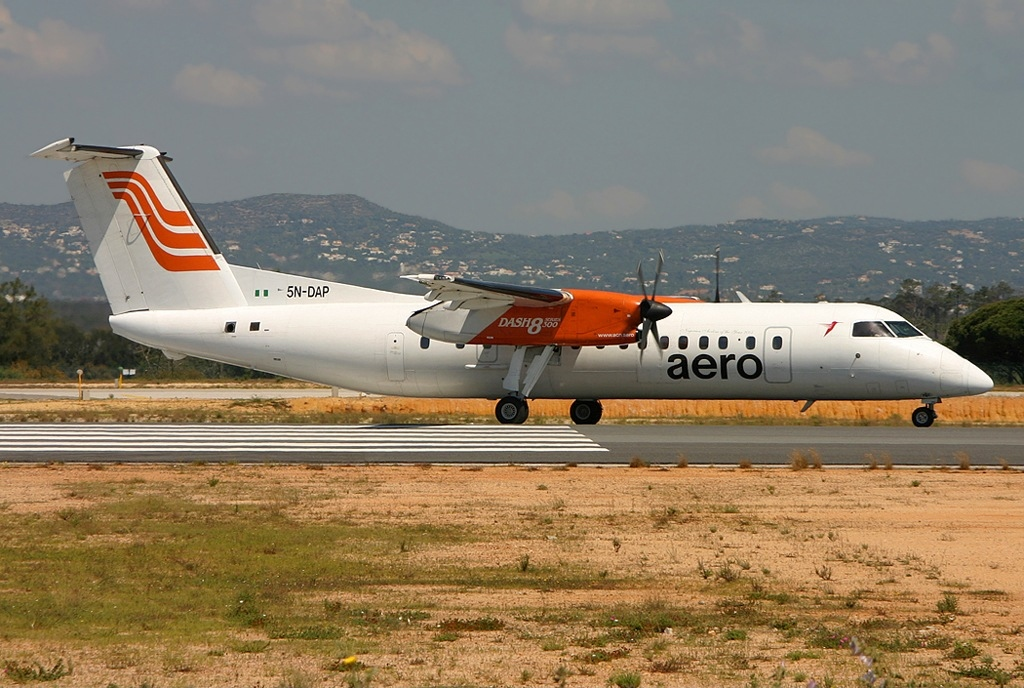
Q300

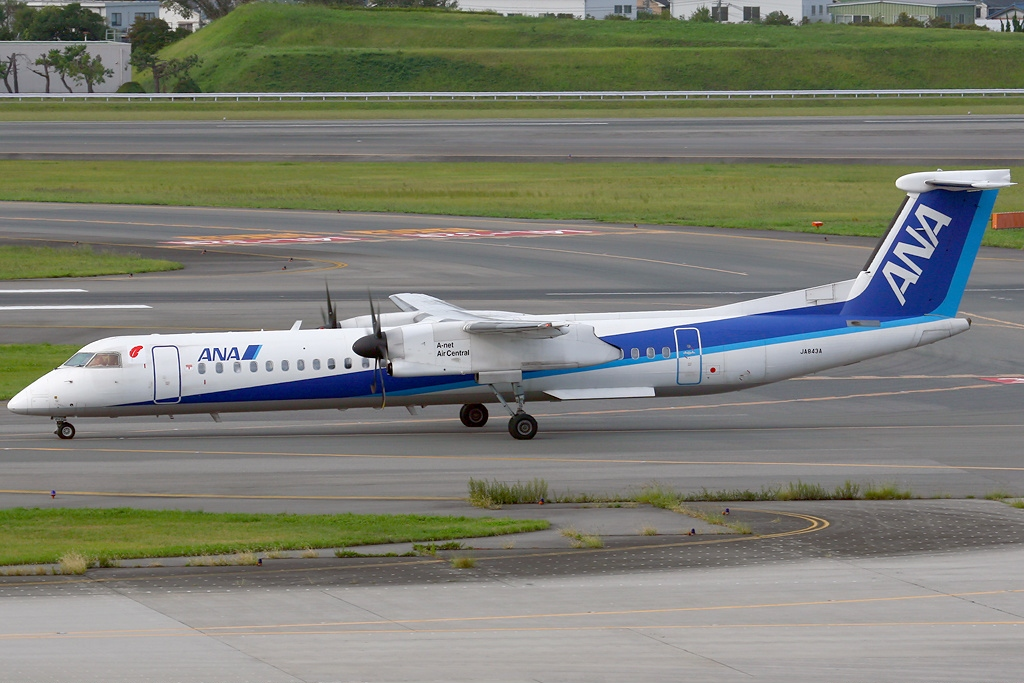
Q400

Na década de 1980, os engenheiros do fabricante de Havilland Canada utilizaram o projeto da aeronave turboélice quadrimotor DHC-7 como base para dar origem ao turboélice DHC-8-100 (36 assentos), com pelo menos uma mudança de grande importância em relação ao seu predecessor DHC-7, a significativa redução do número de motores, de quatro para dois, resultando em um modelo de aeronave muito mais econômico, eficiente e prático.
O DHC-8-300 foi lançado na década de 1990 pela de Havilland Canada, que utilizou como base o projeto do bimotor turboélice DHC-8-100.
O DHC-8-300  é uma aeronave bimotor turboélice de médio porte projetada especialmente para uso civil no transporte regional de passageiros, de modo geral configurada para 50 assentos (média-densidade) ou 54 assentos (alta-densidade), cujo principal atrativo técnico desenvolvido pelo seu fabricante de Havilland Canada é a boa flexibilidade para pousar e decolar em pistas curtas ou médias, com obstáculos próximos às cabeceiras ou prolongamentos.

A partir de 1996, essas aeronaves passaram a fazer parte do projeto Q Series, sendo que o Q significa quiet (silencioso). Esta designação deriva do novo Sistema de Supressão de Vibração e Ruído (em inglês Noise and Vibration Supression System ou NVS).

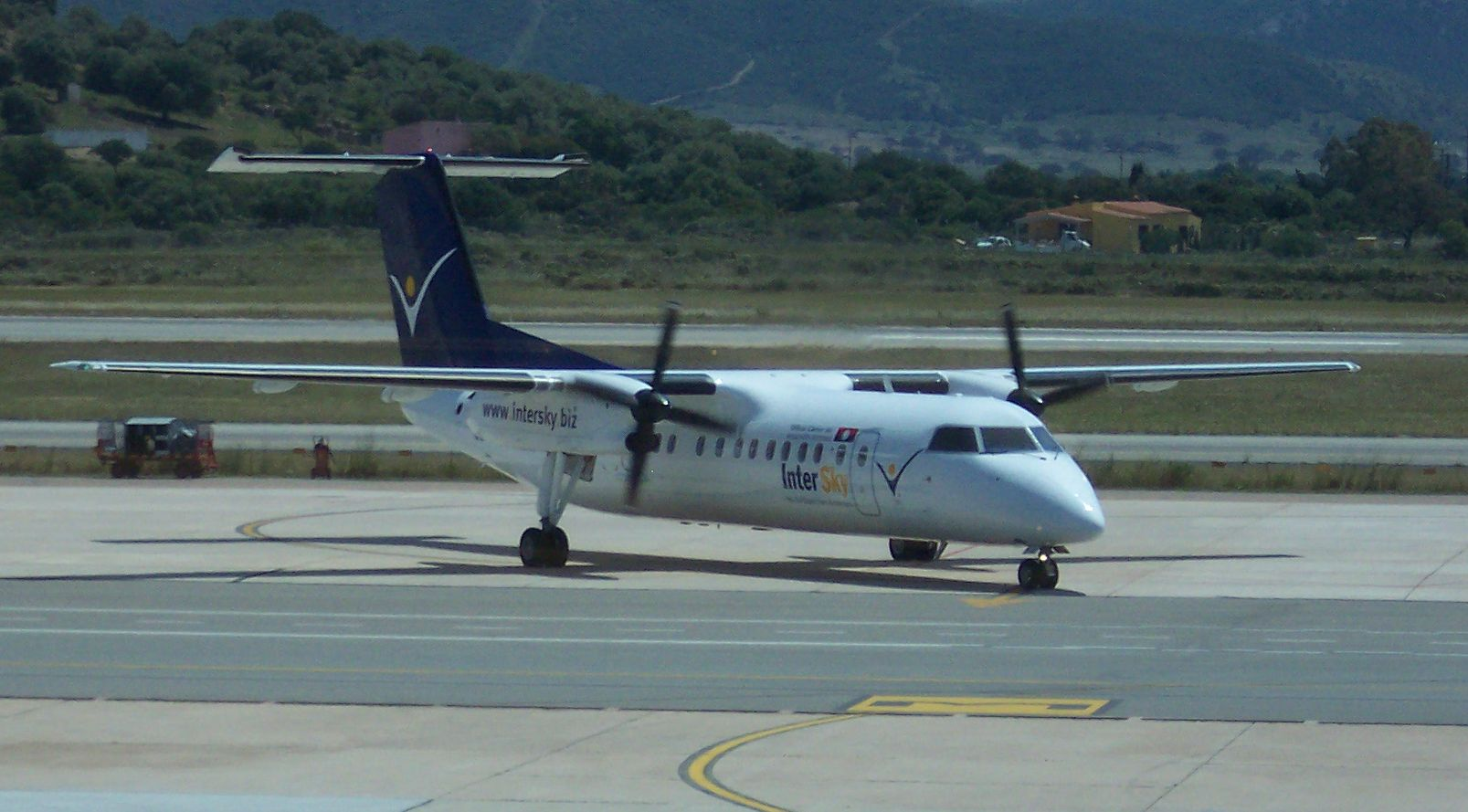
Bombardier Q300 - Aeronave moderna, confortável e eficiente

A Q Series dispõe de quatro modelos: Q100, Q200, Q300 e Q400.
Desde a década de 1980, somando todas as versões da família DHC Dash 8 e Q Series desenvolvidas pela de Havilland Canada, para transporte regional de passageiros, incluindo a encurtada Dash 8-100, para 36 assentos, e a alongada Q-400, para 70 assentos, são mais de 1.258 unidades fabricadas, um dos maiores sucessos mundiais da aviação regional.
A de Havilland Canada, um grande fabricante canadense de aeronaves para uso civil no transporte regional de passageiros, foi comprada pela empresa gigante canadense Bombardier, proprietária também das marcas Learjet (jatinhos executivos de alta performance), Canadair (jatos comerciais, jatos executivos e turboélice para combate a incêndio), Seadoo (motos náuticas), Evinrude (motores de popa), Can am (quadriciclos), Rotax (motores aeronáuticos a pistão), e também atua em outros segmentos, como transporte ferroviário (locomotivas e vagões utilizados no transporte de passageiros), equipamentos de desportos, etc.

## A família DHC-8 no Brasil
No Brasil, as empresas aéreas regionais Penta, Taba e TAVAJ operaram por alguns anos da década de 1990 os modelos DHC-8-300 e DHC-8-100 (TAVAJ).

## Ficha técnica
DHC 8-300

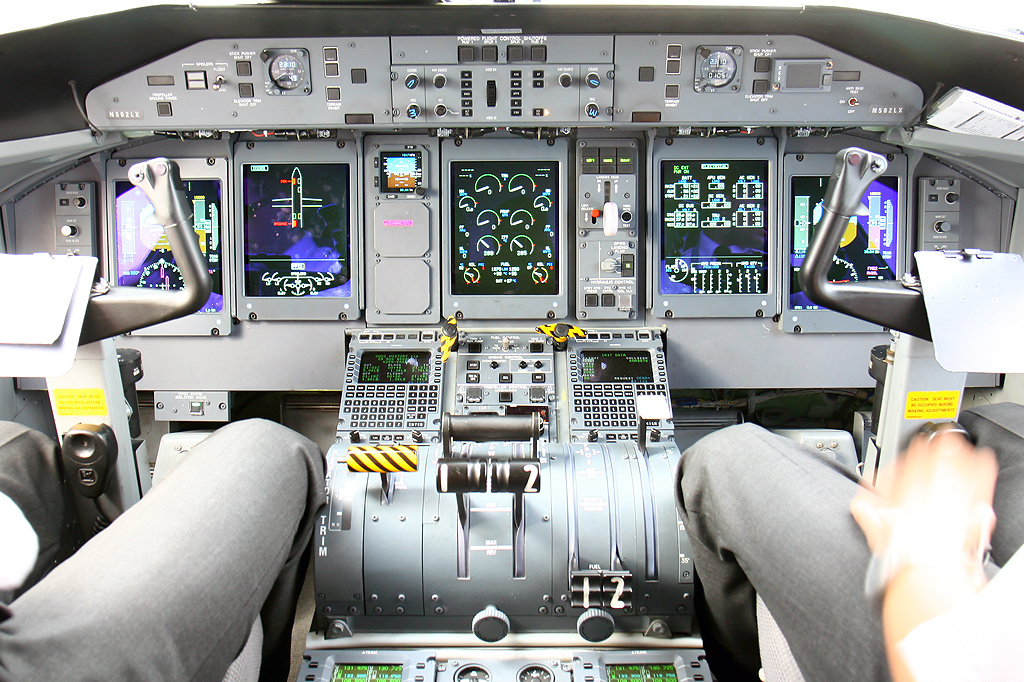
Cockpit de um Q400

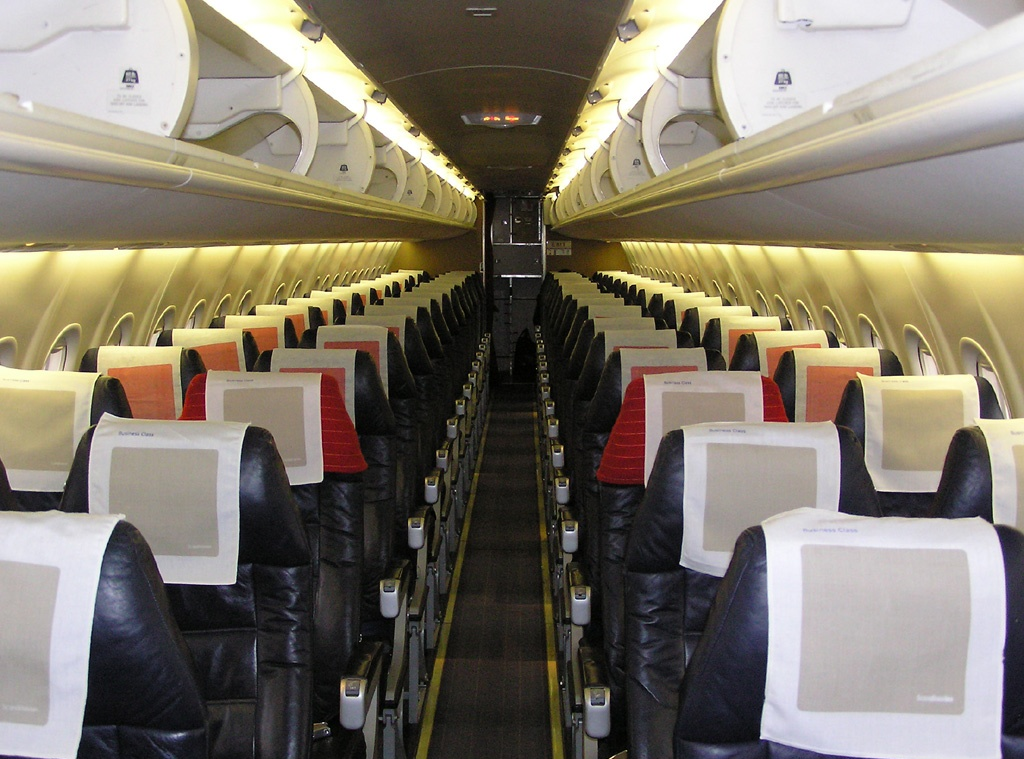
interior de um Q400 na configuração 2-2

- Pista de pouso: Aprox. 1.500 metros (lotado / dias quentes / tanques cheios);
- Velocidade de cruzeiro: Aprox. 500 km / h;
- Capacidade: 54 passageiros (alta densidade);
- Teto de Serviço: Aprox. 8.500 metros;
- Motorização (potência) : 2 X Pratt & Whitney PW 123 (2.300 shp / cada);
- Consumo médio (QAV): Aprox. 0,07 litro / passageiro / km voado;

Q-400
- Motorização (potência): 2 X Pratt & Whitney PW 150 (5.071 shp / cada);
- Pista de pouso: Aprox. 1.650 metros (lotado / dias quentes / tanques cheios);
- Alcance: Aprox. 2.500 quilômetros (lotado / 75% potência / com reservas);
- Capacidade: 70 passageiros (alta densidade);
- Velocidade de cruzeiro: Aprox. 630 km / h;
- Teto de serviço: Aprox. 7.500 metros;